# Demetrios Christodoulou
Demetrios Christodoulou (în greacă Δημήτριος Χριστοδούλουn, n. 19 octombrie 1951, Atena, Regatul Greciei) este un matematician și fizician grec, cunoscut pentru contribuțiile sale în fizica găurilor negre și prima demonstrație (în colaborare cu Sergiu Klainerman)a stabilității neliniare a spațiu-timpului Minkowskii în cadrul Relativității generale.

## Biografie
S-a născut la Atena și a obținut doctoratul la Princeton la John Archibald Wheeler în anul 1971. După o perioadă de lucru temporar la Caltech, CERN și institutul Max Plank pentru fizică,a fost numit profesor de matematică la Universitatea Suracuse din SUA, ulterior la Institutul Courant și, însfârșit la Univesritatea Princeton (SUA). Ultima sa poziție este la ETH Zurich (Institutul Federal Elvețian de tehnologie).Este profesor emerit din 2017. Deține cetățenii americană și greacă.

## Creația științifică
Demetrios Christodoulou este cunoscut pentru formularea integrală a legii a doua a mecanici găurilor negre (în colaborare cu Remo Ruffini, 1971 ), care este , de fapt, o demonstrație anterioară celei diferențiale, date de   Jacob Bekenstein în anul 1973. Christodoulou și Ruffini au stabilit in formă integrală cum depinde energia totală a unei găuri negre de suprafața orizontului de evenimente, momentul total de rotație și sarcina electrică. Ulterior aceasta relație, împreună cu formularea dată independent și mai târziu de Bekenstein (1973) în formă diferențială a stat la baza definiției entropiei găurilor negre, care a fost realizată după ce Hawking a stabilit în anul 1974 valoarea coeficientului numeric între suprafața orizontului evenimentelor și entropia găurilor negre.
În anul 1993 a publicat în colaborare cu Sergiu Klainerman o monografie în care demonstrează stabilitatea  spațiu-timpului Minkowski (care se află la baza relativității restrănse) în cadrul relativității generale. Ullterior este Fellow Mac Arthur.

## Publicații
- Christodoulou, Demetrios; Miao, Shuang (2014). Compressible flow and Euler's equations. Beijing and Somerville: Higher Education Press and International Press. ISBN: 978-7-04-040098-4.
- Christodoulou, Demetrios; Klainerman, Sergiu (1993). The global nonlinear stability of the Minkowski space. Princeton: Princeton University Press. ISBN: 0-691-08777-6
- D. Christodoulou (1991). Nonlinear nature of gravitation and gravitational-wave experiments. Phys. Rev. Lett. 67 (12): 1486–1489.

## Distincții și premii
Christodouolou este deținător al premiului memorial Bocher care este un premiu prestgios al Societății americane de matematică. În anul 2008 i s-a decernat premiul Tomalla în domeniul gravitației, iar în anul 2009 i se decernează premiul Shaw în domeniul științelor matematice (împreună cu Klainerman). Christodoulou este membru al Academeiei americane de arte și științe și alAcademiei Națioanle de științe din SUA.  În anul 2014 a fost lector în plen la Congresul Internațional de matematici ținut la Seul, Din anul 2016 este membru al Academiei Europae.

## Legături externe
- Scientific publications of Demetrios Christodoulou on INSPIRE-HEP
- Christina Sormani, C. Denson Hill, Paweł Nurowski, Lydia Bieri, David Garfinkle, and Nicolás Yunes (august 2017). „A two-part feature: The Mathematics of Gravitational waves” (PDF). Notices of the American Mathematical Society. American Mathematical Society. 64 (07): 684–707. ISSN 1088-9477.